# Bubenhofen (Adelsgeschlecht)

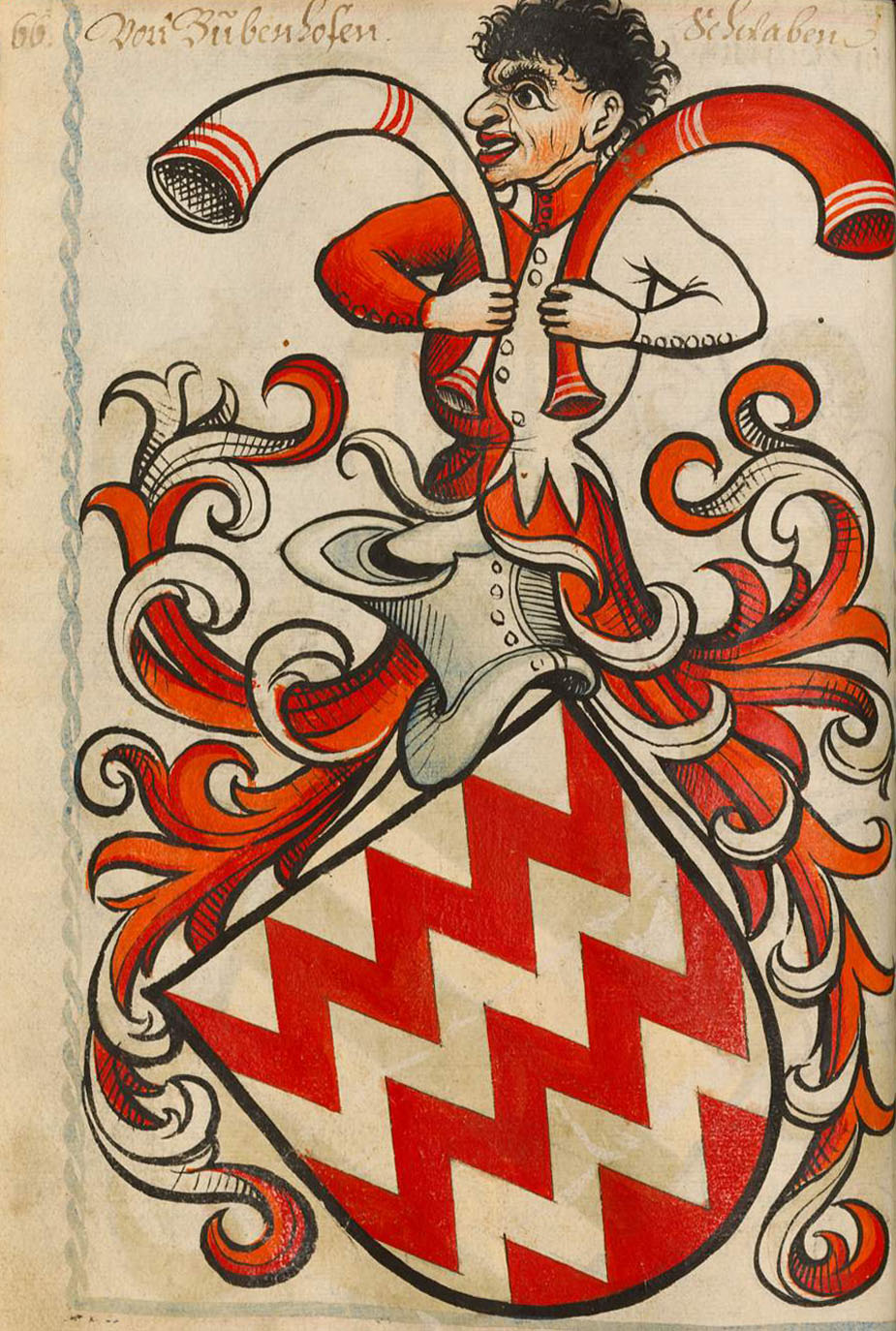
Wappen der Herren von Bubenhofen
Scheiblersches Wappenbuch von 1450

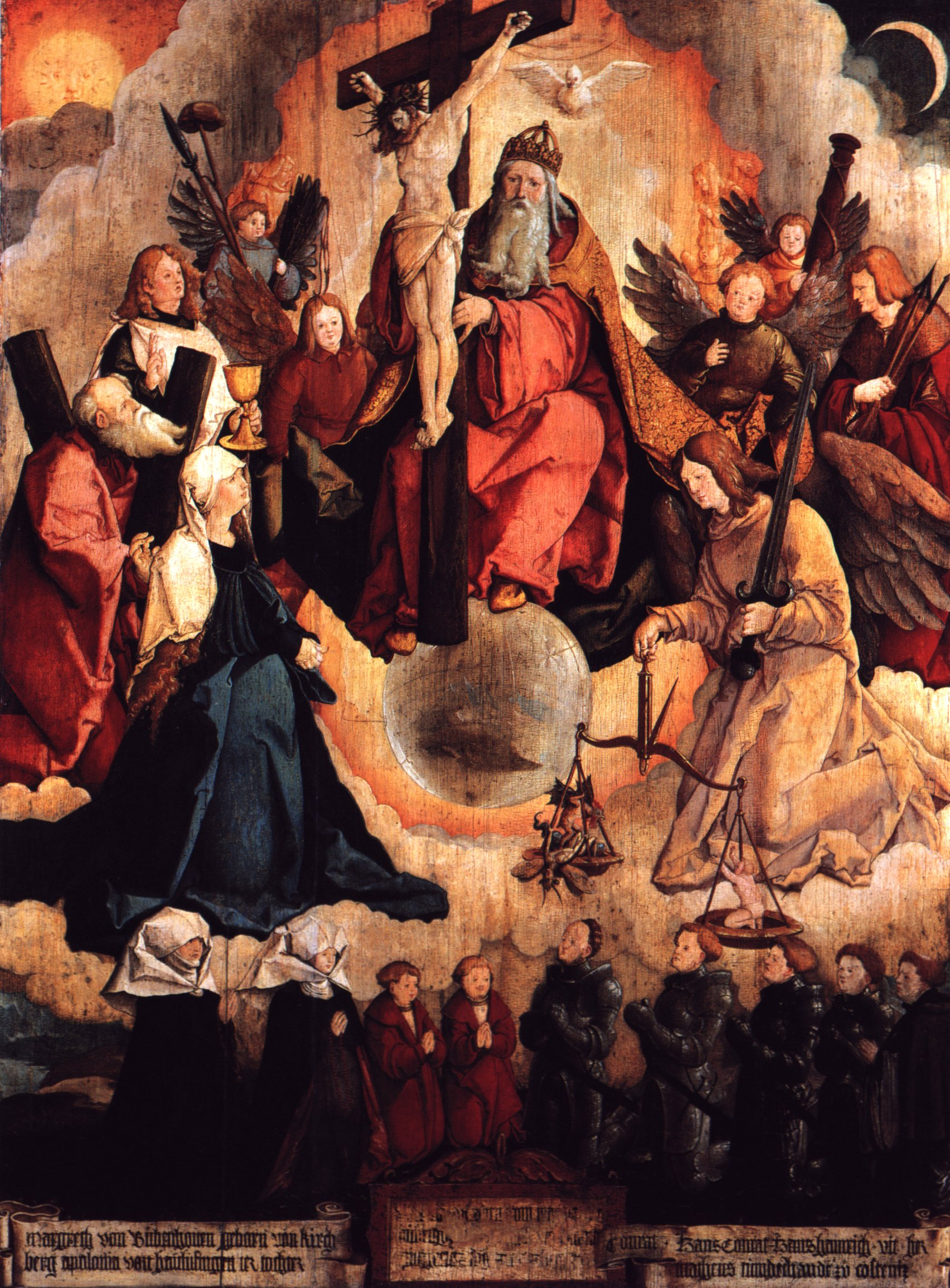
Meister von Meßkirch: Epitaph der Herren von Bubenhofen mit der Stifterfamilie im Museum Schloss Wilhelmshöhe

Die Herren von Bubenhofen waren ein im 15. Jahrhundert blühendes süddeutsches Adelsgeschlecht. Ursprünglich zwischen Rosenfeld und Binsdorf im heutigen baden-württembergischen Zollernalbkreis beheimatet, bildeten sie um Geislingen, Dotternhausen, Bronnhaupten, Hausen am Tann und Roßwangen eine Herrschaft aus; ebenso hatten sie die Herrschaft Hainburg mit Grosselfingen als Residenzort inne, die sie durch weitere Pfandschaften ergänzten. Auch gehörten die Burg Falkenstein im Donautal und Hettingen im Laucherttal zu ihrem Besitz. Sie waren österreichische und württembergische Räte. Besitzteilungen und Schulden führten ab dem frühen 16. Jahrhundert zum Niedergang.

## Geschichte

### Ursprung
Die Herren von Bubenhofen sind seit etwa 1250 im sogenannten Bubenhofener Tal, zwischen Rosenfeld und Binsdorf, belegt. Im Tal der Stunzach lagen drei Kleinsiedlungen, Bubenhofen, Horgenau und Langenau, vier Mühlen und drei Burgen, nämlich die Wasserburg Bubenhofen, die Burg Tiefenberg und die Burg Untreues Ziel. Es ist nicht geklärt, ob die Familie ihren Namen von diesem Tal nahm, oder umgekehrt. Da Hofen-Orte in der Region unüblich sind, wird angenommen, dass die Familie ihren Ursprung in Oberschwaben hatte und als Dienstleute der Grafen von Zollern in den damaligen bürgerkriegsähnlichen Zeiten hier angesiedelt wurden. Vielleicht bereits bei der Trennung der zollerischen Herrschaften, spätestens aber seit dem Übergang Rosenfelds an Württemberg um 1317/20, orientierten sich die Bubenhofen immer stärker an dieser aufstrebenden Landesherrschaft.

### Verbreitung

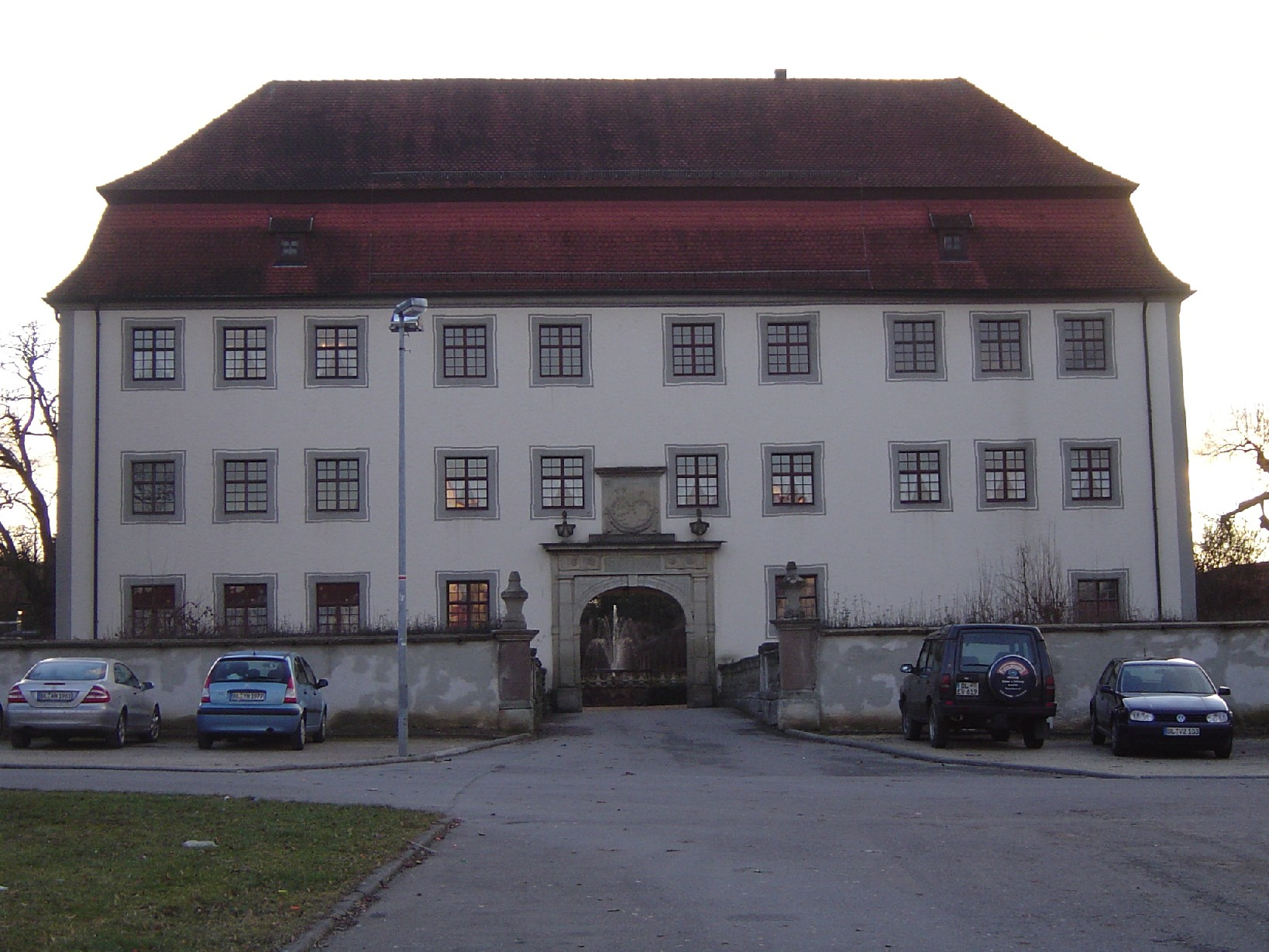
Wasserschloss Geislingen in Geislingen bei Balingen

Von 1345 an verkauften die Herren von Bubenhofen stückweise ihren Stammsitz im Bubenhofener Tal. Bereits zu Beginn des 14. Jahrhunderts erwarben sie die Ortsherrschaft über Geislingen und verlegten 1379 ihre Grablege dorthin. Eine weitere Burg, die Burg Neuentierberg, wurde an Knecht Kunz von Tierberg verkauft.
Durch geschickte Finanzinvestitionen gelang es ihnen weiterreichende Herrschaftsrechte, mit den damit verbundenen Einkünften aus diesen Herrschaften zu erzielen. Sie tauchen in dieser Zeit häufig als Gläubiger der Reichsstädte Rottweil und Reutlingen oder als Pfandnehmer benachbarter Grafengeschlechter, wie den Hohenbergern, Zollern, oder Württemberger auf.
So Marquard von Bubenhofen 1375 als Gläubiger der Reichsstadt Rottweil und 1379 als Obervogt zu Oberhohenberg. Er besaß Pfandbesitz unter anderem in Binsdorf, Gammertingen und Bondorf. 1386 wurde er mit den Gütern des Klosters Reichenau in Binsdorf belehnt. Die Herrschaft Kallenberg wurde 1388 aus bubenhofischer Pfandschaft ausgelöst, wie auch 1393 Binsdorf, während Erlaheim und Dormettingen noch 1398 in bubenhofischem Besitz waren. 1383 zahlten Graf Mülli von Zollern-Schalksburg und die Stadt Balingen 2000 lb. hlr. an Heinrich von Bubenhofen zurück. 1390 erwarb dieser die Herrschaft Falkenstein. Dessen Söhne besaßen 1403 Güter in Roßwangen und Dürrwangen. Wolf von Bubenhofen, einer dieser Söhne geriet 1417 über Ansprüche in Fluorn und Sigmarswangen in eine Fehde mit den Geroldseckern. Der Graf von Württemberg mit etwa einhundert Rittern und elf Reichsstädte stellten sich auf seine Seite. Wolf besaß auch eine Mühle in Balingen und erwarb 1438 weiteren Besitz in Mülheim am Bach und Renfrizhausen. Er war als württembergischer Rat tätig und war in der gesamten Region vielfältig als Schiedsrichter tätig. In diesen Jahren kaufte er den größten Teil der Güter und Rechte des Klosters Ottmarsheim im Raum Balingen auf. Die finanziellen Schwierigkeiten Graf Ulrich V. von Württemberg, insbesondere wegen seiner Kriege mit der Pfalz, führten dazu, dass er 1461 Balingen mit Ostdorf, Engstlatt, Heselwangen, Frommern, Waldstetten und Weilheim, Endingen, Erzingen, Meßstetten, Tieringen, Oberdigisheim und Hossingen für 17.500 Gulden an Wolf von Bubenhofen verpfändete, eine Summe, die Wolf unmittelbar aufbringen konnte. Wolfs Bruder Konrad erwarb Güter und Rechte um Grosselfingen, Owingen, Stetten, Steinhofen und Engstlatt. Dessen Söhne Konrad und Hans, erbten nach Wolfs Tod den Gesamtbesitz.
Dieser Konrad von Bubenhofen beschwor eine schwere Rechtskrise und fast einen überregionalen Krieg herauf. An Heiligabend 1465 ließ er einen Bauern, der in Balingen die Badstube besuchen wollte, aus unbekanntem Grund festnehmen und auf seine außerhalb der Pfandschaft Balingen gelegene Burg Hainburg bei Grosselfingen schaffen. Gegen diese illegale Verbringung an einen Ort außerhalb des zuständigen Gerichtsbezirks erhoben sich die Bürger Balingens und die Bauern der dazugehörigen Dörfer. Konrad von Bubenhofen floh nach Rottweil und bat auf Grund seines dortigen Bürgerrechts um reichstädtische Hilfe. Rottweil war seit 1463 mit der Eidgenossenschaft verbündet. Konrad von Bubenhofen erhielt auch Unterstützung vom Pfälzer Kurfürsten, dessen Rat und Diener er war. Die Balinger wandten sich an den Grafen von Württemberg, der eine Besatzung nach Balingen legen ließ. Bevor es zu einem militärischen Konflikt kam, vermittelte der Bischof von Konstanz im April 1466 einen Kompromiss: Württemberg sollte innerhalb von anderthalb Jahren in zwei Raten die Pfandschaft wieder auslösen, zusätzlich sollte Bubenhofen für entgangene Einnahmen aus der Pfandschaft 2.500 Gulden erhalten.
Die Herren von Bubenhofen blieben dennoch weiter wichtige Partner der Grafen von Württemberg. Graf Ulrich verkaufte ihnen Burg und Stadt Gammertingen, Hettingen und die Vogtei über das Kloster Mariaberg. Hans von Bubenhofen war württembergischer Landhofmeister und einer der fünf Räte, die während der Pilgerfahrt Graf Eberhards V. (im Bart) von Württemberg-Urach die Amtsgeschäfte in Württemberg führten. 1473 und 1474 überließ ihm Eberhard Neufra und Kettenacker. Von 1481 bis 1511 war die Burg Schalksburg nochmals an die von Bubenhofen verpfändet.
Der relative Reichtum und die besondere Stellung der Bubenhofen lässt sich auch an damaligen Dokumenten ablesen. In der Einkommenserklärung der Mitglieder des Viertels am Neckar der Gesellschaft mit Sankt Jörgenschild von 1488 waren die Bubenhofen mit fünf Personen mit 3260 fl. gelistet. Gefolgt von den Neuneck mit 1414 fl. bei 9 Personen, Ehingen, mit vier Personen und 1411 fl., Sachsenheim, sechs Personen mit 1109 fl. Graf Eitelfritz von Zollern wies nur Einkünfte von 1000 fl. aus. Andere ritteradelige Geschlechter, wie die Herren von Rosenfeld nannten im Vergleich Einkünfte von 251 fl, oder die Herren von Tierberg, von 240 fl.

### Abstieg
Mit den Söhnen von Hans von Bubenhofen – Wolf und Hans Kaspar – begann der Abstieg des Geschlechts. 12000 fl. in Gold, welches sie neben ihren Herrschaftsrechten erbten, verprassten sie gemeinsam im ersten Jahr auf der Frankfurter Messe, nachdem sie 1481 ihr Erbe antraten. Die Neigung zur Prachtentfaltung – Hans Kaspar wurde „der goldene Ritter“ genannt – machte sie von Gläubigern zu Schuldnern. Hans Kaspar war württembergischer Marschall und Hofmeister und in diesem Zusammenhang Erzieher Herzog Ulrichs, bei dem er aber später in Ungnade fiel. 1495 erwarb er noch Aichelau mit Oberstetten und Ödenwaldstetten. 1502 war er Bundeshauptmann des Schwäbischen Bundes, seinem Einkommen angemessen, in der Fürstenklasse. Nach der Vertreibung Herzog Ulrichs trat er in Rottweiler Dienste. 1521 musste er wegen seiner Schulden die Herrschaften Gammertingen und Hettingen veräußern. Diese kamen an Dietrich Spät. Winzeln und Hausen am Tann, welche er noch 1480 erworben hatte, gingen ebenfalls verloren. Bis zu seinem Tod lebte er verarmt in Rottenburg. Sein Sohn Markus musste 1530 die Herrschaft Justingen wieder veräußern.
Mit dem Tode des königlich bayerischen Generalmajors Wilhelm Freiherr von Bubenhofen ist die Familie 1814 im Mannesstamm erloschen.

## Wappen
In Rot zwei silberne Zickzack-Balken. Auf dem Helm, mit rot-silbernen Decken, ein rot gekleideter wachsender Mann, der zwei gestürzte rot-silberne Büffelhörner hält.

Wappen von Geislingen bei Balingen
Wappen von Feldhausen bei Gammertingen
Wappen von Grosselfingen